# 三浦洋一 (ピアニスト)
三浦 洋一（みうら よういち、1933年（昭和8年）3月24日 - 2009年（平成21年）1月22日）は、日本のピアニスト。

## 人物
愛知県名古屋市出身。名古屋市立菊里高等学校を経て1955年（昭和30年）東京芸術大学ピアノ科卒業。1956年（昭和31年）同専攻科を修了。ピアノを遠山つや、ハンス・カンに師事。1958年（昭和33年）デビューリサイタル。歌曲及び合唱の伴奏ピアニストとして日本の第一人者となり、東京放送合唱団、二期会合唱団、日本女声合唱団、慶應義塾ワグネル・ソサィエティー男声合唱団、日本合唱協会、コールMeg、日本アカデミー合唱団、神戸中央合唱団、合唱団京都エコー、東京放送児童合唱団、東京混声合唱団、中国短期大学フラウェンコール、大磯小学校合唱団、花巻女声合唱団、湘南コール・グリューン、杉並児童合唱団、東京アカデミー混声合唱団ほか数多くのプロ・アマ合唱団や、木下保、畑中良輔、伊藤京子、中沢桂、中村健、立川清登、中村邦子、本宮寛子、松本美和子、平野忠彦、東敦子、瀬山詠子、原田茂生、中村浩子、成田絵智子、友竹正則など、日本を代表する声楽家のリサイタル、レコーディングで活躍した。畑中良輔監修の日本歌曲全集（ビクター：CD32枚組)では、23人の歌手全員の伴奏ピアニストを務めている。レパートリーも古典から現代曲まで大変広く、日本の声楽家のみならず、エットーレ・バスティアニーニ、フェルッチョ・タリアヴィーニ、ピア・タッシナーリ、ジェラール・スゼー、フランコ・コレッリ、レナータ・テバルディ、エッダ・モーザー、ニコライ・ゲッダ、ディミテール・ペトコフ、フルートのジュリアス・ベイカー、チェロのレーヌ・フラショ等の来日公演のピアノ伴奏も行っており、楽界から高い称賛を得た。
また彼は伴奏専門ではあったものの、1988年（昭和63年）にソロで、瀧廉太郎没後90周年記念企画の一環で、滝の作曲したピアノ曲、『メヌエット』と『憾』を、世界で初めてCDにレコーディングした人物でもある。
桐朋学園、名古屋音楽大学の教授を務めた。名古屋音楽大学名誉教授。
2009年（平成21年）1月22日、胃癌の為に75歳の生涯を閉じた。

## 人物・エピソード
ある日ファンが「ご自分のリサイタルはなさらないのですか？」と聞いたところ、「ボクは伴奏という演奏スタイルがこの上なく好きなんです」と答えたという。伴奏の依頼というのは一般のピアニストにとって文字通り「頼まれ仕事」であり、そういうスタンスがしばしば演奏の質にも現れてしまうことがあるが、その点において三浦は真にプロの伴奏ピアニストとしてのプライドを背景として、海外を含めた多くの演奏家の指名を受け、ゆるぎない地位を獲得した。
なお、三浦の功績を記念して、中田喜直記念コンクールにおいては、最優秀ピアノ伴奏者賞「三浦洋一賞」が設けられている。
趣味のスポーツではスキーが得意で、しばしばプロスキーヤーの三浦雄一郎と似た名前であることをネタとしていた。毎冬、畑中良輔と慶應ワグネルの団員を誘って志賀高原にスキーに行くのが恒例行事となっていた。
2009年（平成21年）3月24日「洋ちゃんを偲ぶ会」がサントリーホール小ホールで開催された。発起人（五十音順）は、伊藤京子、鎌田實、栗林義信、下田博郎、瀬山詠子、築地利三郎、長野羊奈子、新実徳英、畑中良輔。その場で、伊藤と瀬山は、三浦の伴奏について「ほとんど打ち合わせをすることもなく、歌っていてここで前へ出たいなと思うと自然に伴奏もそうなる」と異口同音に語っていたという。